# Sakurairo Mau Koro
"Sakura-iro Mau Koro" (桜色舞うころ Khi màu hoa anh đào lấp lánh) là đĩa đơn thứ 14 của nữ ca sĩ Nhật Bản Nakashima Mika. Nội dung của ca khúc mô tả về một tình yêu lãng mạn của một đôi nam nữ nhưng cả hai đã chia tay vào lúc mùa xuân đang đẹp nhất. Ca khúc là sự kết hợp giữa giọng hát nhẹ nhàng, ấm áp của Mika với dương cầm và bộ dây. Ca sĩ/Nhạc sĩ Kawae Minako rất tâm đắc với giọng hát của Mika và đã viết ca khúc này dành cho cô chỉ trong một ngày.
Ở Việt Nam, ca khúc được cover bởi ca sĩ Thùy Chi và nhóm M4U với bài hát "Xe đạp", lời Việt do các thành viên trong nhóm M4U viết lại. Bản cover đã nhanh chóng trở thành hit trên cộng đồng mạng và đưa tên tuổi của Thùy Chi và nhóm M4U, vốn là các ca sĩ "online" đến gần với khán giả hơn. Beat nhạc của Sakurairo Mau Koro được Thùy Chi và Đinh Mạnh Ninh - thành viên nhóm M4U sử dụng và viết lại lời Việt cho đoạn đầu của bài hát và thêm một đoạn lời mà bản gốc của Nhật không có.

## Tracklist
Tất cả các ca khúc được viết bởi lời Kawae Minako, phổ nhạc Takebe Satoshi.
| CD  | CD                                                 | CD         |
| STT | Nhan đề                                            | Thời lượng |
| --- | -------------------------------------------------- | ---------- |
| 1.  | "Sakurairo Mau Koro (桜色舞うころ)"                | 4:56       |
| 2.  | "Sakurairo Mau Koro (桜色舞うころ)" (acoustic)     | 4:51       |
| 3.  | "Sakurairo Mau Koro (桜色舞うころ)" (instrumental) | 4:56       |

## Xếp hạng
Đĩa đơn đã xếp ở vị trí thứ 5 trên bảng xếp hạng Oricon trong vòng 14 tuần và được bán ra 105 631 bản trên thị trường.

### Bảng xếp hạng tuần
| Xếp hạng (2005)        | Thứ hạng cao nhất |
| ---------------------- | ----------------- |
| Japan Singles (Oricon) | 5                 |

| Xếp hạng (2005)       | Thứ hạng cao nhất |
| --------------------- | ----------------- |
| Japan (Japan Hot 100) | 73                |

### Bảng xếp hạng cuối năm
| Xếp hạng (2005)        | Thứ hạng |
| ---------------------- | -------- |
| Japan Singles (Oricon) | 97       |